# 多用途事务协议
多用途事务协议（Multipurpose Transaction Protocol，缩写MTP）是Data Expedition, Inc. （DEI）公司开发和销售的一种专有传输层协议（于OSI第四层）。DEI宣称MTP比传输控制协议（TCP）有更出色的性能和可靠性。

## 概述
MTP使用用户数据报协议（UDP）格式实现。它使用专有的流量控制和错误纠正算法实现数据的可靠传输和避免网络洪泛。

## 兼容性
因为MTP/IP使用专有算法，通信两端必须安装兼容的软件。因为它使用UDP封包格式，所以可以兼容标准的网际协议（IP）网络硬件和软件。MTP/IP应用程序可以使用任何可用的UDP通訊埠。
MTP和使用它的应用程序已经在多个操作系统上实现，包括Microsoft Windows的多个版本、Mac OS X、Linux、FreeBSD、Solaris和AIX。硬件平台则包括x86的变种、UltraSPARC、Power Architecture和ARM。

## 可用性
MTP/IP由Data Expedition, Inc 销售。该公司网站提供了使用MTP/IP的试用版程序。